# Double Action Daniels
Pour plus de détails, voir Fiche technique et Distribution.
Double Action Daniels est un film américain réalisé par Richard Thorpe, sorti en 1925.

## Synopsis
Le jeune Bill Daniels, surnommé "Double Action", se rend en ville avec les cow-boys du ranch de son père pour assister à un spectacle itinérant. Mais la troupe est dissoute après la représentation, Bill engage alors l'actrice principale, Ruth Fuller, pour travailler au ranch. Lorsque le vieux Bill apprend qu'elle est actrice, il la licencie. Le jeune Bill quitte alors le ranch, emmenant avec lui la plupart des employés. Son père perd bientôt le ranch après que Jack Monroe, un beau parleur, lui a fait signer à son insu un document lui abandonnant les droits sur les terres. Le vieux Bill se rend alors en ville et découvre que Rose, une des actrices de la compagnie devenue femme de ménage à l'hôtel, est en fait sa femme, qui l'avait quitté des années auparavant pour se lancer dans le théâtre. Le jeune Bill se bat avec Monroe et ce dernier le fait mettre en prison. Rose apprend à Ruth qu'il existe un acte de propriété qui prouve que le ranch lui appartient, caché dans le pilastre de l'escalier du ranch. Ruth se rend alors au ranch, sous le prétexte d'y voir Monroe. Les amis du jeune Bill le sortent de prison et lorsqu'il se rend au ranch de son père, il y trouve Ruth. De dépit, il s'en va mais il est rappelé par les appels au secours de Ruth. Bill se bat avec Monroe et récupère les titres de propriété. Le vieux Bill et Rose se réconcilient, et le jeune Bill demande Ruth en mariage.

## Fiche technique
- Titre original : Double Action Daniels
- Réalisation : Richard Thorpe
- Scénario d'après une histoire de Betty Burbridge
- Photographie : Ray Ries
- Production : Lester F. Scott Jr.
- Société de production : Action Pictures
- Société de distribution : Weiss Brothers Artclass Pictures
- Pays de production :  États-Unis
- Langue originale : anglais
- Format : noir et blanc — 35 mm — 1,37:1 — Film muet
- Genre : Western
- Durée :5 bobines - 1 417 m
- Date de sortie :
  - États-Unis : 8 mai 1925

## Distribution
- Jay Wilsey : "Double Action" Bill Daniels
- Lorna Palmar : Ruth Fuller
- Edna Hall : Rose Daniels
- J.P. Lockney : Bill Daniels
- Edward Peil Sr. : Jack Monroe
- D'Arcy Corrigan : Richard Booth
- N.E. Hendrix : Davis
- Lafe McKee : le banquier
- Harry Belmour : le gérant de l'hôtel
- Clyde McClary : le shérif
- William Ryno : "le rital"
- Cy Belmore : "le gamin"
- Sammy Thomas : Sammy